# Lingue egee
Le lingue egee sono un raggruppamento geografico di lingue morte scarsamente attestate, parlate intorno l'area del mar Egeo precedentemente e contemporaneamente al greco. Ne sono esempi l'Eteocipriota e l'Eteocretese.